# 斜面崩壊

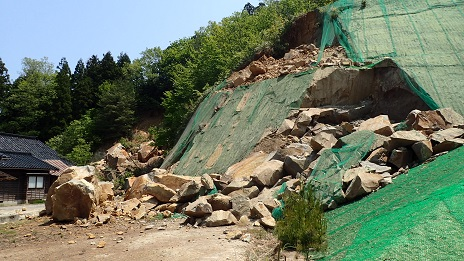
地震による斜面崩落

斜面崩壊（しゃめんほうかい）とは、集中豪雨などによって斜面が不安定になり崩壊に至ることである。
このうち、地下数m〜10mですべり運動を伴い崩壊に至るものを地すべり崩壊という（地すべり性崩壊とも）。
斜面の安定性は地下水の影響を受けるが、発生機構（メカニズム）については個性があり一概にはいえない。

## 要因
多くの場合、複数の要因が関連し合って発生する。
- 降雨、融雪：集中豪雨及び地下水等に起因。凍結・融解による亀裂の発達等に起因。
- 地質構造：火山砕屑物、粘土層などの脆弱な地質条件やそれらの風化作用など。二次堆積物、流れ盤構造、層理面の分離、発達した節理系、断層・破砕など地質条件に規制。
- 地形：集水地形や河川の浸食など
- 植生：裸地、草地、荒廃した植生状態など

### 人工林との因果関係
管理が放棄されている森林は、表面植生が衰退して土壌が流亡しやすい。また、立木を伐採後10年から20年経過した斜面は、前植生の根系の緊縛力が低下し崩壊が生じやすいことが知られている。ただし、斜面崩壊は、降雨、地質、地形、地質等さまざまな要因が関連して発生することから、植生のみに災害の原因を求めることは対策工事や避難対策を誤らせることにつながりかねない。例えば、2004年8月に発生した台風災害では、斜面災害の発生要因の強さを時間雨量、地質、斜面方向、総雨量の順で評価が行われた。この災害では、崩壊しやすさにおいて天然林と人工林の間で明確な差が見られなかった。また、斜面崩壊を起源とする土石流が発生した2011年7月の山口県土石流災害でも、主因は降雨であり、植生と災害発生地点との間に関連性を見いだせるには至っていない。

## 対策
斜面崩壊の発生頻度と雨量強度の関係に注目して、雨量計と連動した警戒避難システムの構築が進められているものの、斜面崩壊の発生を正確に予測することは困難である。集落の近辺では予防的にがけ崩れの対策事業が急傾斜地崩壊対策事業や治山事業など行われるが、多くの山間部では災害発生後に対症療法的な対策が行われるのみである。

## 海底斜面崩壊
海底地盤の傾斜は陸上に比べて非常に緩く、斜面崩壊など起こらないように見える。しかし現実には、地震などの外力が働くと、海水を巻き込んで流動性が増すため、非常に大規模な崩壊を起こしている。
原因としては、地震のほかに、豪雨などで土砂の堆積が急速に進んだことによって圧密が遅れ、強度が低くなることなどがあげられる。
事例として、ニース空港埋立地（フランス）、カナダのフレーザー川河口沖、ニューファンドランド島（カナダ）沖のグランドバンク などで発見されている。
海底斜面崩壊が生じたときに最も問題となるのは、海底に存在する電気、通信などのライフラインを引きちぎってしまうことである。